# 勒克鲁瓦西克
勒克鲁瓦西克（法語：Le Croisic，發音：[lə kʁwazik] ⓘ），法国西部城市，卢瓦尔河地区大区大西洋卢瓦尔省的一个市镇，隶属于圣纳泽尔区，其市镇面积为4.5平方公里，2022年1月1日时人口数量为4,081人，在法国城市中排名第2,707位。
勒克鲁瓦西克位于大西洋卢瓦尔省西部，卢瓦尔河入海口以北的同名半岛上，其镇中心北、西、南三面濒临大西洋，历史上为重要渔港，现代为一座旅游城市，并因同名海洋馆而闻名。圣纳泽尔—勒克鲁瓦西克铁路及卢瓦尔河号列车的终点均位于此地。法国数学家皮埃爾·布蓋出生于勒克鲁瓦西克；法国物理学家亨利·贝克勒尔逝世于勒克鲁瓦西克。

## 地名来源
勒克鲁瓦西克的地名来源尚存在争议，包括法国地名学家埃内斯特·内格尔在内的多名历史学者普遍认为“Croisic”转写自拉丁语“Cruciatus”，后者可能出自古布列塔尼语单词“Kroaz”，意为“十字架”。
勒克鲁瓦西克所处区域历史上曾通行布列塔尼语，“Le Croisic”对应的布列塔尼语名称拼写为“Ar Groazig”。

## 历史

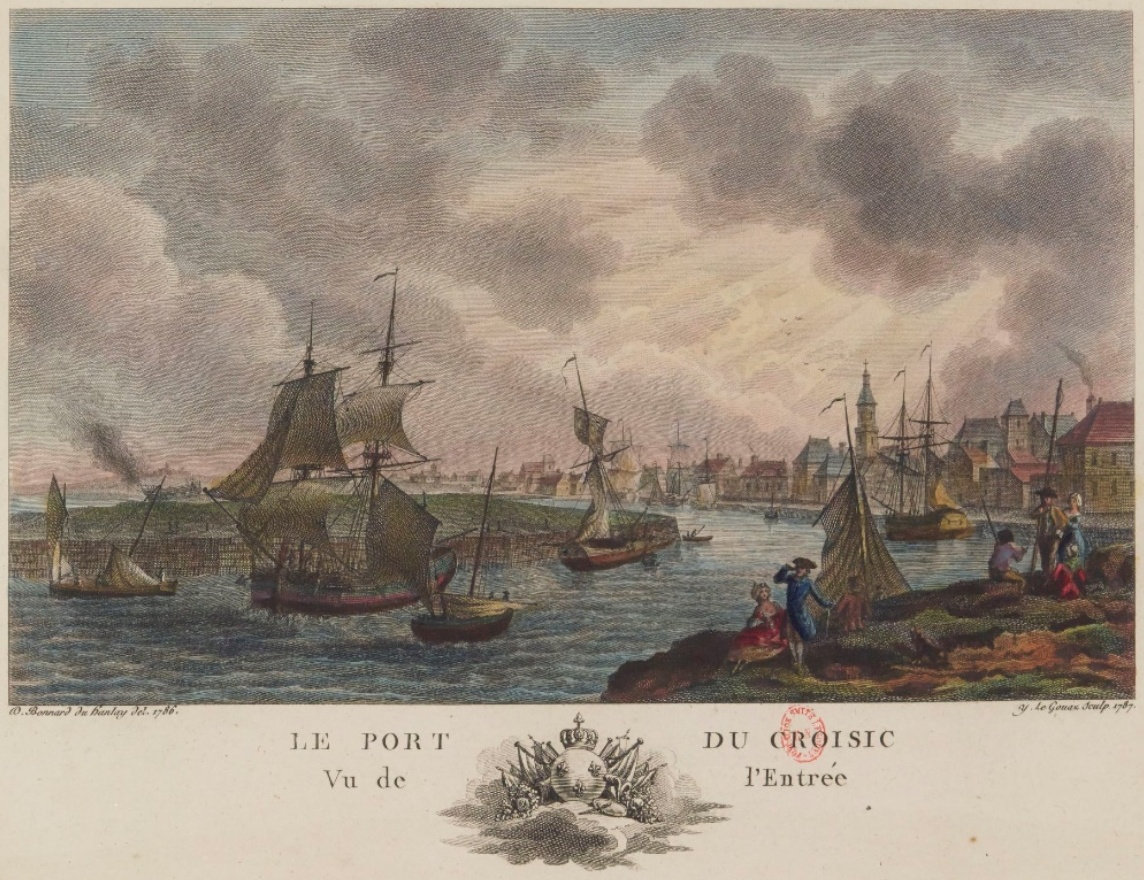
18世纪末的勒克鲁瓦西克港（绘画）

勒克鲁瓦西克境内发现的皮埃尔隆格巨石阵（Pierre Longue）诞生于公元前9500年，这表明该区域在新石器时期就已出现人类活动。根据当地官方网站的论述，勒克鲁瓦西克的城池始建于公元5世纪，彼时南特主教费利克斯在此兴建了一处小教堂。公元8世纪时，维京人曾攻占此地。中世纪中后期，勒克鲁瓦西克长期为布列塔尼公爵的一处领地，隶属于滨海巴堂区。公元1379年，布列塔尼海军上将尼古拉·布沙尔在勒克鲁瓦西克兴建了一处军事城堡。宗教战争期间，在亨利四世的要求下，勒克鲁瓦西克城堡被拆除。16世纪后，得益于新航路开辟和海上贸易的兴起，勒克鲁瓦西克逐渐发展成为一处贸易港口，当地兴建了圣母教堂和多处新式民居。七年战争结束后，勒克鲁瓦西克被划为一个独立的堂区。法国大革命后，勒克鲁瓦西克成为下卢瓦尔省（1957年更名为“大西洋卢瓦尔省”）的一个市镇。工业革命期间，勒克鲁瓦西克成为圣纳泽尔—勒克鲁瓦西克铁路的终点。自20世纪以来，得益于旅游业的发展，勒克鲁瓦西克逐渐发展成为一座旅游城市，当地出现了多处度假村及疗养院。

## 地理

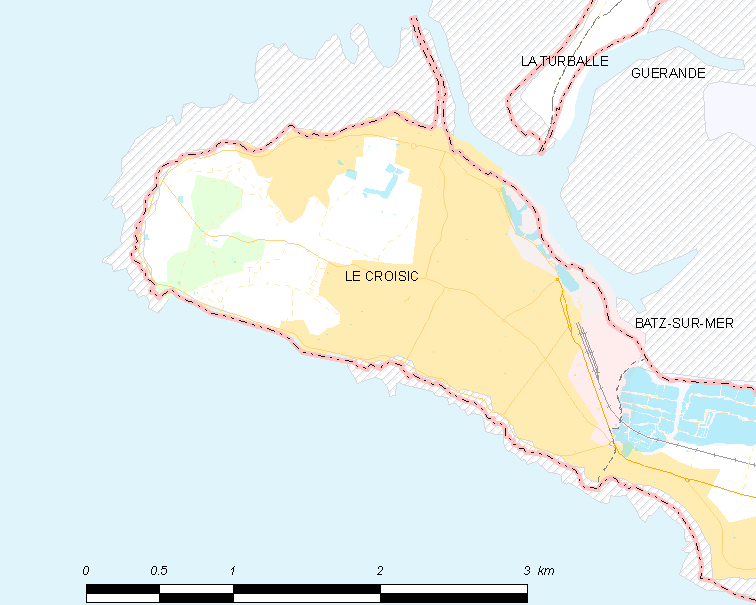
勒克鲁瓦西克市镇范围地图

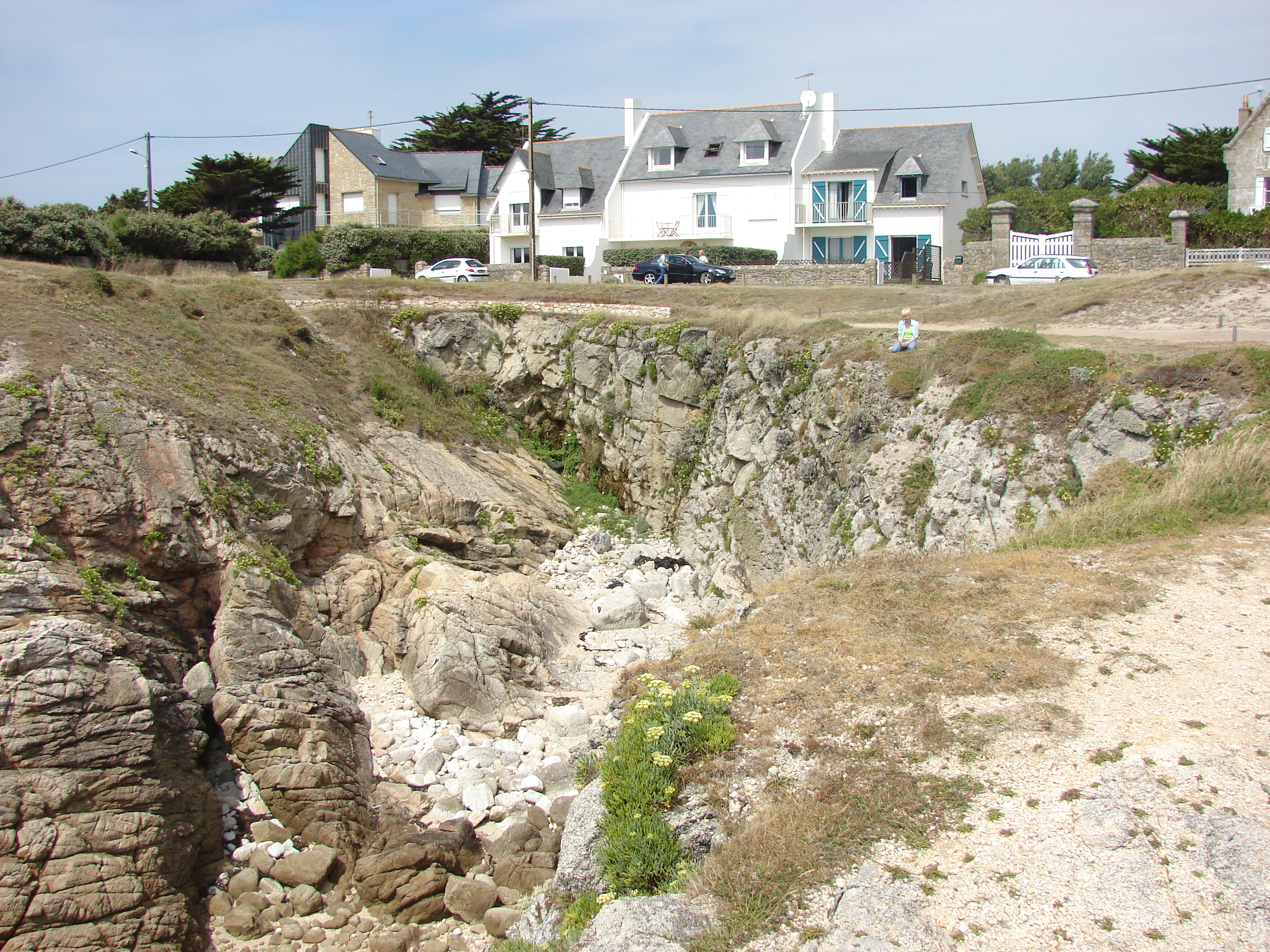
勒克鲁瓦西克海岸附近的裸露岩层

勒克鲁瓦西克位于法国西部，卢瓦尔河地区大区西部和大西洋卢瓦尔省西部，距离省会南特大约89公里。滨海巴是唯一一个与勒克鲁瓦西克陆地接壤的市镇。

### 地形
勒克鲁瓦西克的市镇范围基本与勒克鲁瓦西克半岛重合，其市镇中心地势较为平坦，半岛内部部分区域地势略高，全境海拔在0到20米之间。

### 水文
勒克鲁瓦西克南、西、北三侧被海洋环绕，其中南侧为卢瓦尔河入海口的延伸部分，北侧为勒克鲁瓦西克盐湾；当地无大型天然地表径流。

### 植被
勒克鲁瓦西克属于温带阔叶混交林区，市区内的主要绿地公园包括庞恩阿韦勒公园（Parc de Penn-Avel）、勒蒙埃斯普里（Le Mont Esprit）等，均常年免费向公众开放。
在鲜花城市的评比中，勒克鲁瓦西克被评为3星级鲜花城市。

### 气候
勒克鲁瓦西克在柯本气候分类法中属于温带海洋性气候（Cfb）。
距离勒克鲁瓦西克最近的常年气象站为圣纳泽尔气象站，以下为该气象站的数据：
| 圣纳泽尔 1981–2019年（极端数值至2023年9月） | 圣纳泽尔 1981–2019年（极端数值至2023年9月） | 圣纳泽尔 1981–2019年（极端数值至2023年9月） | 圣纳泽尔 1981–2019年（极端数值至2023年9月） | 圣纳泽尔 1981–2019年（极端数值至2023年9月） | 圣纳泽尔 1981–2019年（极端数值至2023年9月） | 圣纳泽尔 1981–2019年（极端数值至2023年9月） | 圣纳泽尔 1981–2019年（极端数值至2023年9月） | 圣纳泽尔 1981–2019年（极端数值至2023年9月） | 圣纳泽尔 1981–2019年（极端数值至2023年9月） | 圣纳泽尔 1981–2019年（极端数值至2023年9月） | 圣纳泽尔 1981–2019年（极端数值至2023年9月） | 圣纳泽尔 1981–2019年（极端数值至2023年9月） | 圣纳泽尔 1981–2019年（极端数值至2023年9月） |
| 月份                                        | 1月                                         | 2月                                         | 3月                                         | 4月                                         | 5月                                         | 6月                                         | 7月                                         | 8月                                         | 9月                                         | 10月                                        | 11月                                        | 12月                                        | 全年                                        |
| ------------------------------------------- | ------------------------------------------- | ------------------------------------------- | ------------------------------------------- | ------------------------------------------- | ------------------------------------------- | ------------------------------------------- | ------------------------------------------- | ------------------------------------------- | ------------------------------------------- | ------------------------------------------- | ------------------------------------------- | ------------------------------------------- | ------------------------------------------- |
| 历史最高温 °C（°F）                         | 16.8 (62.2)                                 | 20.7 (69.3)                                 | 24 (75)                                     | 27.5 (81.5)                                 | 31.2 (88.2)                                 | 37.2 (99.0)                                 | 41 (106)                                    | 38.4 (101.1)                                | 33.4 (92.1)                                 | 28 (82)                                     | 20.9 (69.6)                                 | 16.9 (62.4)                                 | 41 (106)                                    |
| 平均高温 °C（°F）                           | 9.3 (48.7)                                  | 9.9 (49.8)                                  | 12.8 (55.0)                                 | 15.2 (59.4)                                 | 18.8 (65.8)                                 | 22.3 (72.1)                                 | 24.4 (75.9)                                 | 24.5 (76.1)                                 | 21.8 (71.2)                                 | 17.4 (63.3)                                 | 12.7 (54.9)                                 | 9.7 (49.5)                                  | 16.6 (61.8)                                 |
| 日均气温 °C（°F）                           | 6.3 (43.3)                                  | 6.5 (43.7)                                  | 8.9 (48.0)                                  | 10.8 (51.4)                                 | 14.3 (57.7)                                 | 17.2 (63.0)                                 | 19.2 (66.6)                                 | 19.1 (66.4)                                 | 16.6 (61.9)                                 | 13.3 (55.9)                                 | 9.2 (48.6)                                  | 6.6 (43.9)                                  | 12.3 (54.2)                                 |
| 平均低温 °C（°F）                           | 3.4 (38.1)                                  | 3.0 (37.4)                                  | 5.0 (41.0)                                  | 6.3 (43.3)                                  | 9.7 (49.5)                                  | 12.2 (54.0)                                 | 14.0 (57.2)                                 | 13.7 (56.7)                                 | 11.4 (52.5)                                 | 9.3 (48.7)                                  | 5.7 (42.3)                                  | 3.5 (38.3)                                  | 8.1 (46.6)                                  |
| 历史最低温 °C（°F）                         | −13.8 (7.2)                                 | −13.7 (7.3)                                 | −9.4 (15.1)                                 | −3 (27)                                     | −0.9 (30.4)                                 | 2 (36)                                      | 6.5 (43.7)                                  | 4.7 (40.5)                                  | 1.1 (34.0)                                  | −5.9 (21.4)                                 | −7.9 (17.8)                                 | −10.6 (12.9)                                | −13.8 (7.2)                                 |
| 平均降水量 mm（）                           | 81.5 (3.21)                                 | 64.3 (2.53)                                 | 56.2 (2.21)                                 | 56.8 (2.24)                                 | 65.8 (2.59)                                 | 38.9 (1.53)                                 | 39.6 (1.56)                                 | 34.5 (1.36)                                 | 68.3 (2.69)                                 | 94.1 (3.70)                                 | 85.2 (3.35)                                 | 89.2 (3.51)                                 | 774.4 (30.48)                               |
| 月均日照時數                                | 72.8                                        | 102                                         | 148.7                                       | 174.5                                       | 206.8                                       | 232.9                                       | 233.1                                       | 233.9                                       | 197.7                                       | 127.9                                       | 89.8                                        | 72.4                                        | 1,892.5                                     |
| 来源：infoclimat.fr                         |                                             |                                             |                                             |                                             |                                             |                                             |                                             |                                             |                                             |                                             |                                             |                                             |                                             |

## 行政区划
勒克鲁瓦西克的市镇编号为44049，邮政编号为44490。
在行政管理方面，勒克鲁瓦西克隶属于法国卢瓦尔河地区大区大西洋卢瓦尔省圣纳泽尔区；在地方选举方面，勒克鲁瓦西克隶属于拉博勒-埃斯库布拉克县，其市镇范围全境被划入大西洋卢瓦尔省第七选区；在社会管理方面，勒克鲁瓦西克是大西洋盖朗德半岛城市圈公共社区的组成部分。
截至2023年9月，勒克鲁瓦西克市镇范围内暂无任何城市敏感街区及城市政策优先街区。
法国国家统计与经济研究所（简称）在进行数据统计时，将勒克鲁瓦西克及相邻的另外16个市镇设为圣纳泽尔城市核心区，并将包括核心区在内的周边共28个市镇划为圣纳泽尔城市区。自2020年起，圣纳泽尔城市区被包含24个市镇的圣纳泽尔城市辐射区代替。此外，还将勒克鲁瓦西克市镇整体看作一个“块区”（IRIS），以便于统计人口分布情况。

## 交通

### 公路
大西洋卢瓦尔省省道D45线和D245线在勒克鲁瓦西克境内交汇，卢瓦尔河地区大区城际客运线，可前往周边部分市镇。
| 雷恩门立交 | 84 |

| 南特 | 89 |

| 圣纳泽尔 | 30 |

| 萨沃奈 | 52 |

2019年，33.1%的勒克鲁瓦西克家庭拥有至少一辆私人汽车。2020年，勒克鲁瓦西克境内共发生各类交通事故1起，造成1人受伤。

### 铁路

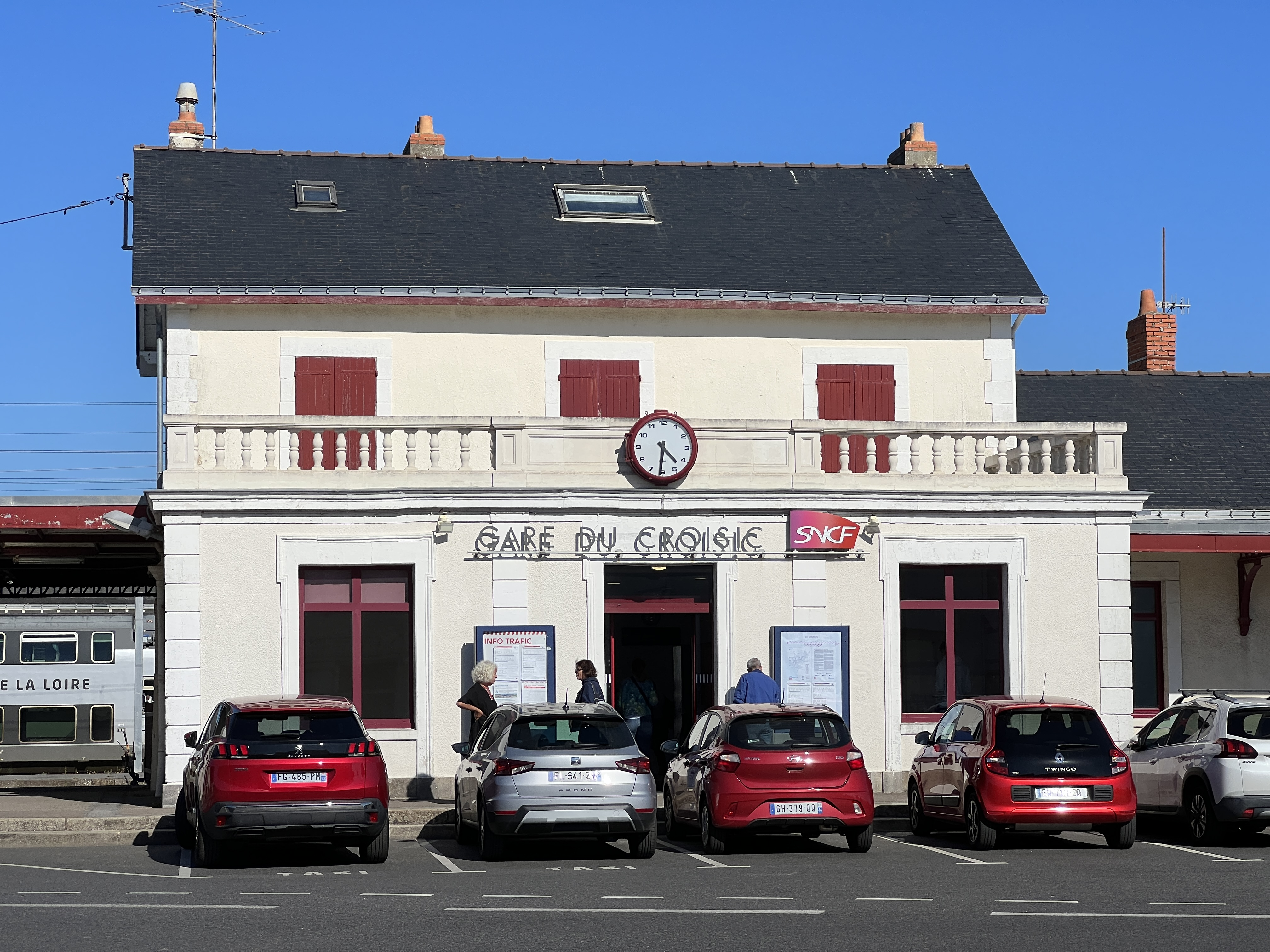
勒克鲁瓦西克站的主站房

勒克鲁瓦西克为圣纳泽尔－勒克鲁瓦西克铁路的终点。勒克鲁瓦西克站位于市区东部，该站开行始发前往巴黎的高速列车、前往奥尔良的卢瓦尔河号列车和前往南特的区域列车。

### 航空
距离勒克鲁瓦西克最近的民用航空站为89公里外的南特机场。

### 城市公共交通
勒克鲁瓦西克市政府每年夏季开行商业名称为的城市公交，其线路覆盖了勒克鲁瓦西克市区内的主要街道和居民区。

## 政治

### 市政内阁

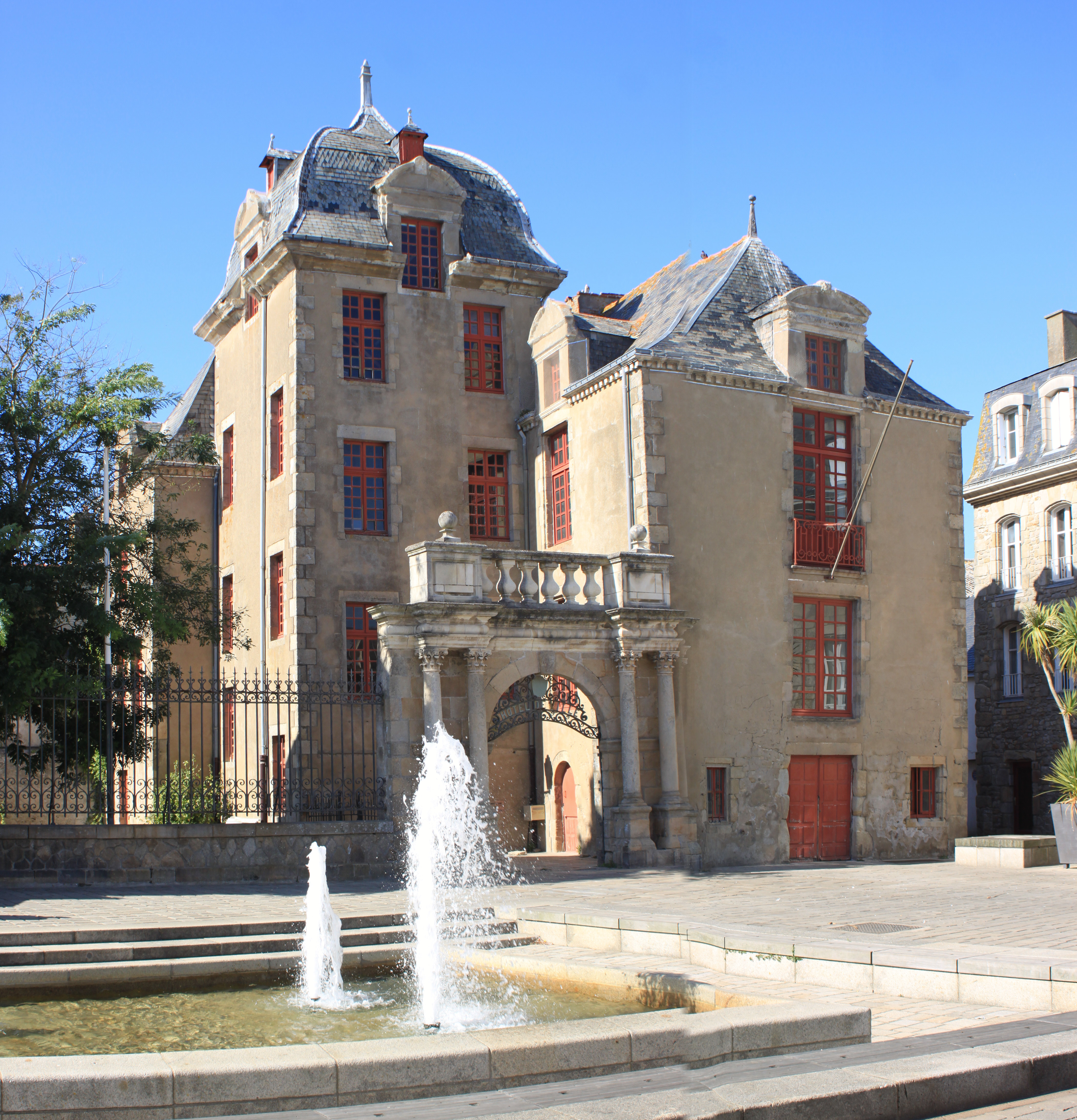
勒克鲁瓦西克市政厅

勒克鲁瓦西克的现任市长为米谢勒·凯拉尔女士（Michelle QUELLARD），她是一名中间派，在2020年的市政选举中获得了50.46%的支持率。
| 勒克鲁瓦西克历届市长 | 勒克鲁瓦西克历届市长               | 勒克鲁瓦西克历届市长             |
| 任期                 | 市长                               | 党派                             |
| -------------------- | ---------------------------------- | -------------------------------- |
| 1944年－1948年       | Charles NOURY 夏尔·努里            | 不详                             |
| 1949年－1953年       | Constant GERMON 康斯坦·热尔蒙      | 不详                             |
| 1953年－1971年       | Jean CLÉNET 让·克莱内特            | DVD右翼无党派人士                |
| 1971年－1977年       | Léon LE CLÉAC'H 莱昂·勒克莱阿克    | PS社会党                         |
| 1977年－1983年       | Pierre THOMÈRE 皮埃尔·托梅尔       | DVD右翼无党派人士                |
| 1983年－1986年       | Louis JAUNAY 路易·若奈             | RPR保衛共和聯盟                  |
| 1986年－1989年       | Jean AUFFRET 让·奥弗雷             | DVD右翼无党派人士                |
| 1989年－1995年       | Marcel LAURENT 马塞尔·洛朗         | DVD右翼无党派人士                |
| 1995年－2008年       | Christophe PRIOU 克里斯托夫·普里乌 | RPR保衛共和聯盟 →UMP人民运动联盟 |
| 2008年－             | Michelle QUELLARD 米谢勒·凯拉尔    | DVD右翼无党派人士 →DVC混杂中间派 |

### 各级选举
| 勒克鲁瓦西克历届投票选举结果 | 勒克鲁瓦西克历届投票选举结果 | 勒克鲁瓦西克历届投票选举结果 | 勒克鲁瓦西克历届投票选举结果 | 勒克鲁瓦西克历届投票选举结果 | 勒克鲁瓦西克历届投票选举结果 | 勒克鲁瓦西克历届投票选举结果 | 勒克鲁瓦西克历届投票选举结果 | 勒克鲁瓦西克历届投票选举结果 | 勒克鲁瓦西克历届投票选举结果 |
| 选举项目                     | 选举范围                     | 选区单位                     | 选区单位内的选举结果         | 选区单位内的选举结果         | 选区单位内的选举结果         | 选区单位内的选举结果         | 选区单位内的选举结果         | 选区单位内的选举结果         | 参考资料                     |
| 选举项目                     | 选举范围                     | 选区单位                     | 第一轮胜出者                 | 第一轮胜出者                 | 支持率                       | 第二轮胜出者                 | 第二轮胜出者                 | 支持率                       | 参考资料                     |
| ---------------------------- | ---------------------------- | ---------------------------- | ---------------------------- | ---------------------------- | ---------------------------- | ---------------------------- | ---------------------------- | ---------------------------- | ---------------------------- |
| 2017年法國總統選舉           | 法國                         | 市镇                         |                              | 弗朗索瓦·菲永                | 31.73%                       |                              | 埃马纽埃尔·马克龙            | 71.91%                       | [ 22 ]                       |
| 2017年法国立法选举           | 大西洋卢瓦尔省第七选区       | 市镇                         |                              | 桑德里娜·若索                | 43.46%                       |                              | 桑德里娜·若索                | 56.2%                        | [ 22 ]                       |
| 2019年欧洲议会选举           | 法國                         | 市镇                         |                              | 纳塔莉·卢瓦索                | 30.8%                        | （不适用）                   | （不适用）                   | （不适用）                   | [ 24 ]                       |
| 2021年法国省级选举           | 大西洋卢瓦尔省               | 县                           |                              | 茜尔维·戈斯兰 雷米·拉埃      | 37.39%                       |                              | 茜尔维·戈斯兰 雷米·拉埃      | 66.86%                       | [ 25 ]                       |
| 2021年法国省级选举           | 大西洋卢瓦尔省               | 市镇                         |                              | 茜尔维·戈斯兰 雷米·拉埃      | 30.32%                       |                              | 茜尔维·戈斯兰 雷米·拉埃      | 65.6%                        | [ 25 ]                       |
| 2021年法国大区选举           |                              | 市镇                         |                              | 克丽丝泰勒·莫朗赛            | 33.26%                       |                              | 克丽丝泰勒·莫朗赛            | 49.82%                       | [ 26 ]                       |
| 2022年法国总统选举           | 法國                         | 市镇                         |                              | 埃马纽埃尔·马克龙            | 35.77%                       |                              | 埃马纽埃尔·马克龙            | 64.67%                       | [ 22 ]                       |
| 2022年法国立法选举           | 大西洋卢瓦尔省第七选区       | 市镇                         |                              | 桑德里娜·若索                | 25.77%                       |                              | 桑德里娜·若索                | 63.78%                       | [ 22 ]                       |

## 人口
2020年，勒克鲁瓦西克市镇人口数量为4,114，在法国排名第2,707位。其中男性1,869人，女性2,249人，75岁及以上人口占18.7%，外籍人口数量为55人，人口密度为914人/平方公里，当地居民被称为（男性）或（女性）。2020年，勒克鲁瓦西克境内出生9人，死亡人口101人。
| 勒克鲁瓦西克1901年－2020年人口变化情况 |
|                                        |
| 数据来源：Cassini、INSEE               |

## 经济
勒克鲁瓦西克是一个区域性的中心城市。截至2023年9月，勒克鲁瓦西克市镇范围内共有各类用人单位（包含自雇）838家，平均历史为18年，均为中小型企业（PME），2023年7月至9月间，当地的经济活力指数为0.12%。（塑料建材）、（工业设备）及（小型零售）是当地2021年营业额最高的三个企业，分别为6,991,713欧元、2,945,439欧元和1,975,378欧元。

## 财政与居民收入
2021年，勒克鲁瓦西克的财政收入总额为10,061,300欧元，财政支出总额为8,934,730欧元，当年的债务总额为2,988,690欧元。2021年，勒克鲁瓦西克市镇通过增值税获得620,800欧元的收入，此外当地还共获得了308,060欧元的国家直接财政补助。
2019年，勒克鲁瓦西克的人均月收入总额为2,062欧元，其中高级职员为3,892欧元，低于法国平均水平（4,230欧元）；中级职员为2,257欧元，低于法国平均水平（2,411欧元）；普通职员为1,634欧元，亦低于法国平均水平（1,740欧元）。
2020年，勒克鲁瓦西克境内的贫困率为9%，青壮年（15至64岁）失业率为15.7%；2022年，当地51.3%的家庭拥有纳税资格，平均纳税3,498欧元，低于法国平均水平（4,393欧元）。

## 社会事务

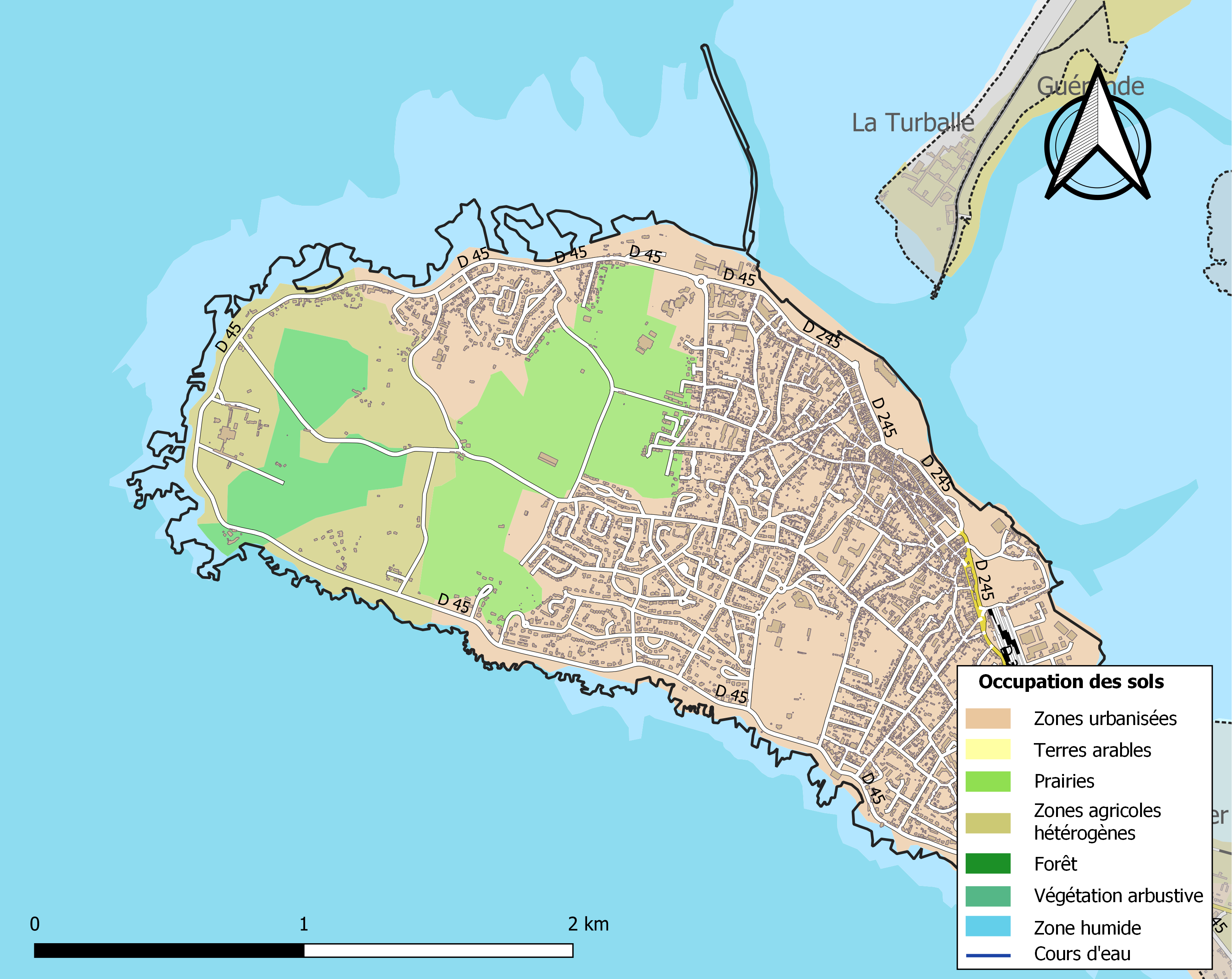
勒克鲁瓦西克土地利用情况地图

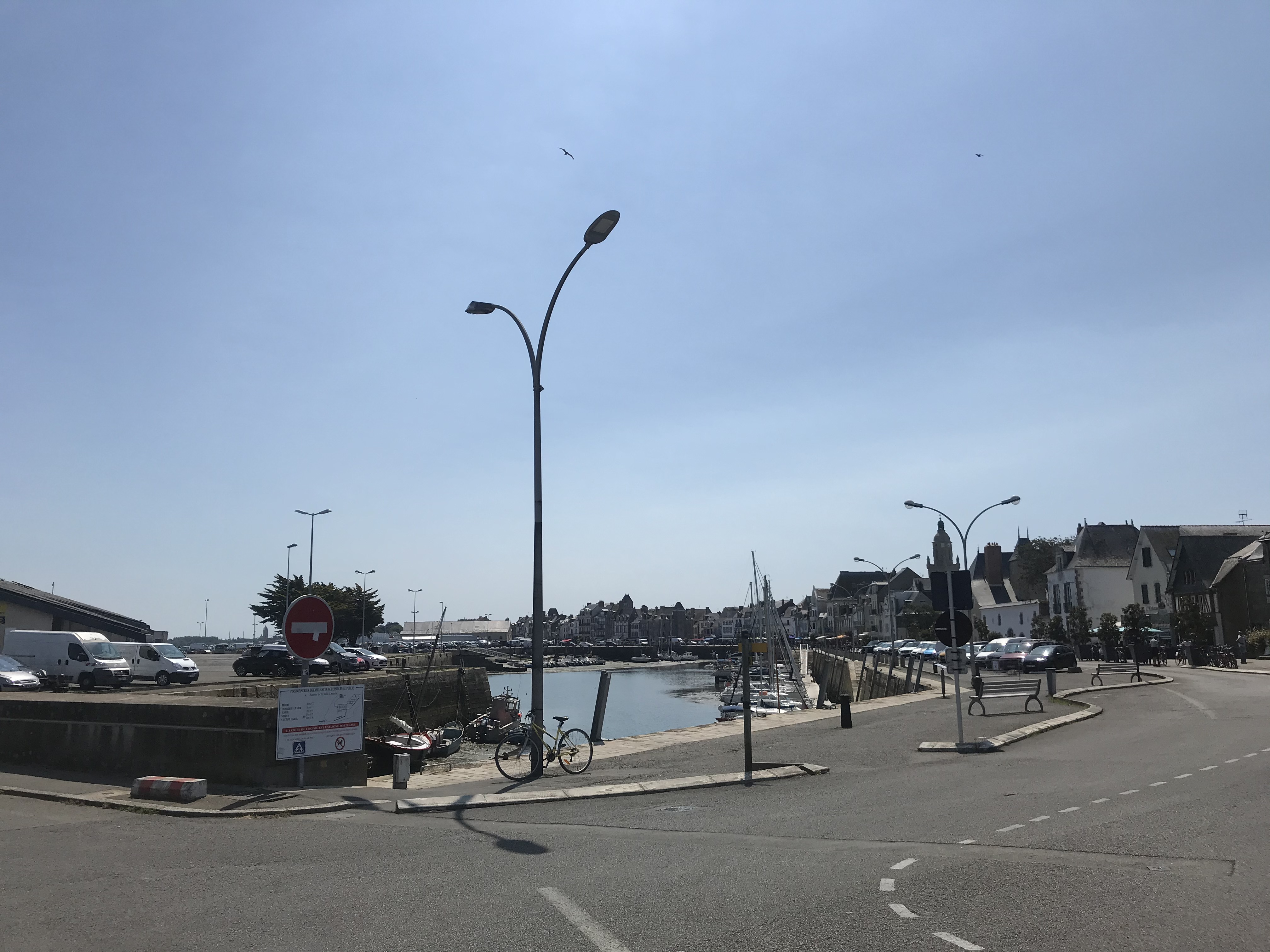
城市十字架广场

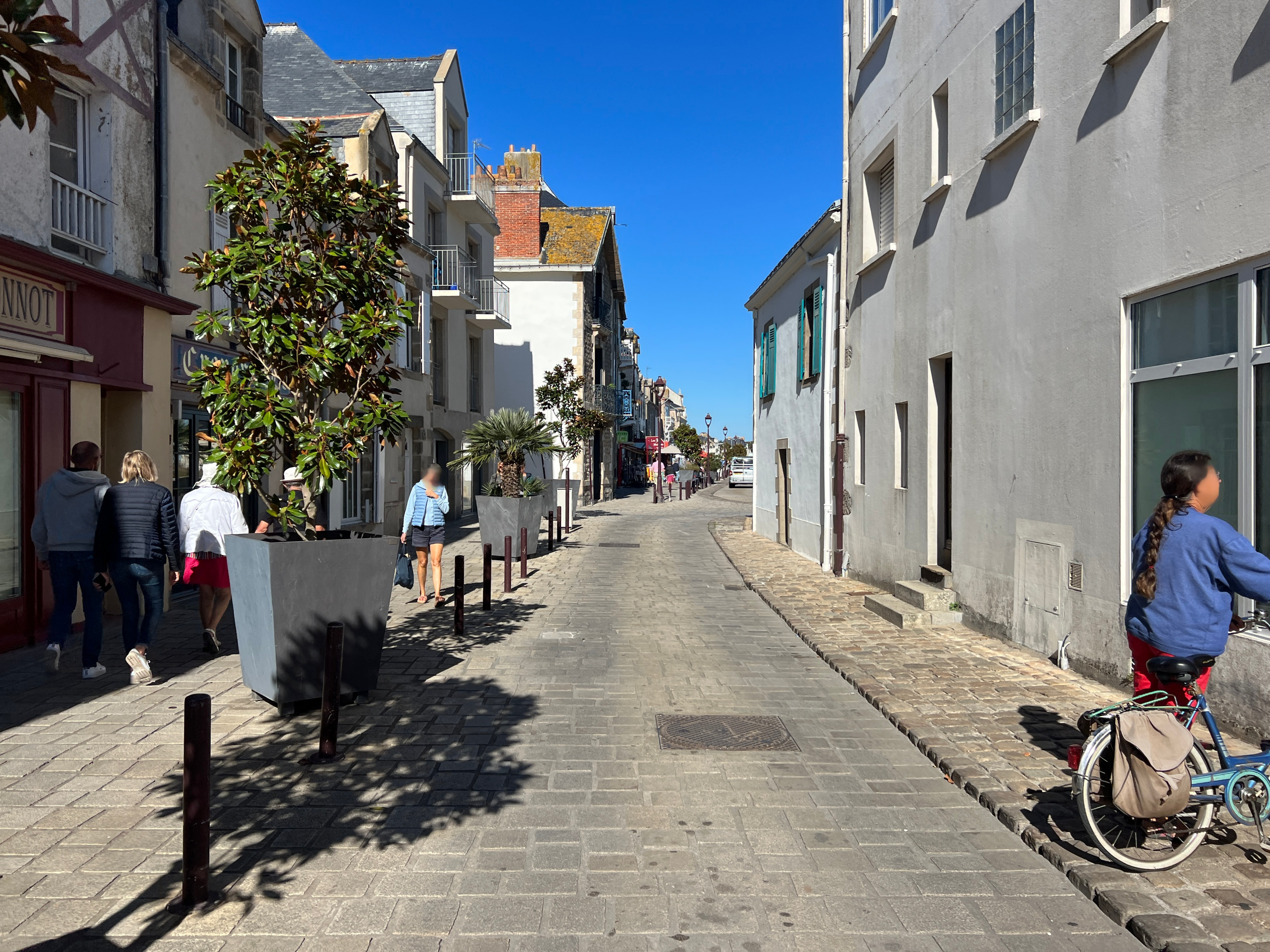
海洋街

### 教育
勒克鲁瓦西克属于南特学区。截至2021年1月1日，勒克鲁瓦西克境内共有1所幼儿园和2所小学。

### 医疗
截至2021年1月1日，勒克鲁瓦西克境内共有全科医生2名、保健师11名、牙医1名和护士8名。境内共有药房2家、残疾人帮扶中心3家。
距离勒克鲁瓦西克最近的区域性医疗机构为半岛市际医院（Hôpital Intercommunal de la Presqu'Île），其主病区位于盖朗德，距离勒克鲁瓦西克市区的正常车程大约20分钟，该院设有床位604个，是当地规模最大的公立综合性医院。

### 住房
2019年，勒克鲁瓦西克境内共有各类住房5,386套，其中58.5%为独立式居民区，41.2%为集中式居民区。常住房屋占勒克鲁瓦西克市镇范围内居民建筑总量的39.3%。
在住房保障政策方面，2021年，勒克鲁瓦西克境内共有325户家庭获得了住房经济补助，受益人数占总人口数量的7.9%，其中317份为房租补助。

### 商业
2021年，勒克鲁瓦西克境内共有各类实体商铺123家，其中餐厅40家、大型超市1家、面包房7家、肉铺1家、书店2家、银行门店5家、美容美发店6家、汽车维修店2家。市区东部建有一家Intermarché超市。

### 体育
2021年，勒克鲁瓦西克境内共有1间体育馆、1座综合体育场、6处网球场、1处马术场、1处足球或橄榄球场、2处篮球或排球场以及1处高尔夫球场。
截至2023年9月，野生海岸足球俱乐部（FC Côte Sauvage，编号551779）是勒克鲁瓦西克境内唯一的一家注册足球俱乐部，该足球队成立于2018年，其主队2023至2024赛季参加大西洋卢瓦尔省足球联赛丙组（法国第十一级别），其主场为康斯坦·热尔蒙球场（Stade Constant Germon）。

### 环境
勒克鲁瓦西克的环境事务由其所属的大西洋盖朗德半岛城市圈公共社区联合各级政府协调负责。2021年，勒克鲁瓦西克境内暂无污染企业。

### 治安
2021年，勒克鲁瓦西克市镇范围内有1处宪兵队。
勒克鲁瓦西克及其附近的共35个市镇是圣纳泽尔国家宪兵队（zone gendarmerie de Saint-Nazaire）的管辖范围。2020年，该宪兵队累计记录各类案件5,186起，其中盗窃类案件2,762起，经济类案件849起，毒品交易类案件282起。

## 文化
2021年，勒克鲁瓦西克境内有1家电影院。勒克鲁瓦西克境内建有墨水盐湾多媒体中心（Médiathèque Le Traict d'encre），每周二、三、五、六、日向公众开放。

### 建筑
勒克鲁瓦西克境内有多处历史建筑，其中怜悯圣母教堂、圣古斯唐小教堂等为法国国家文物保护单位，勒特雷伊克灯塔等亦是当地的地标性建筑物。

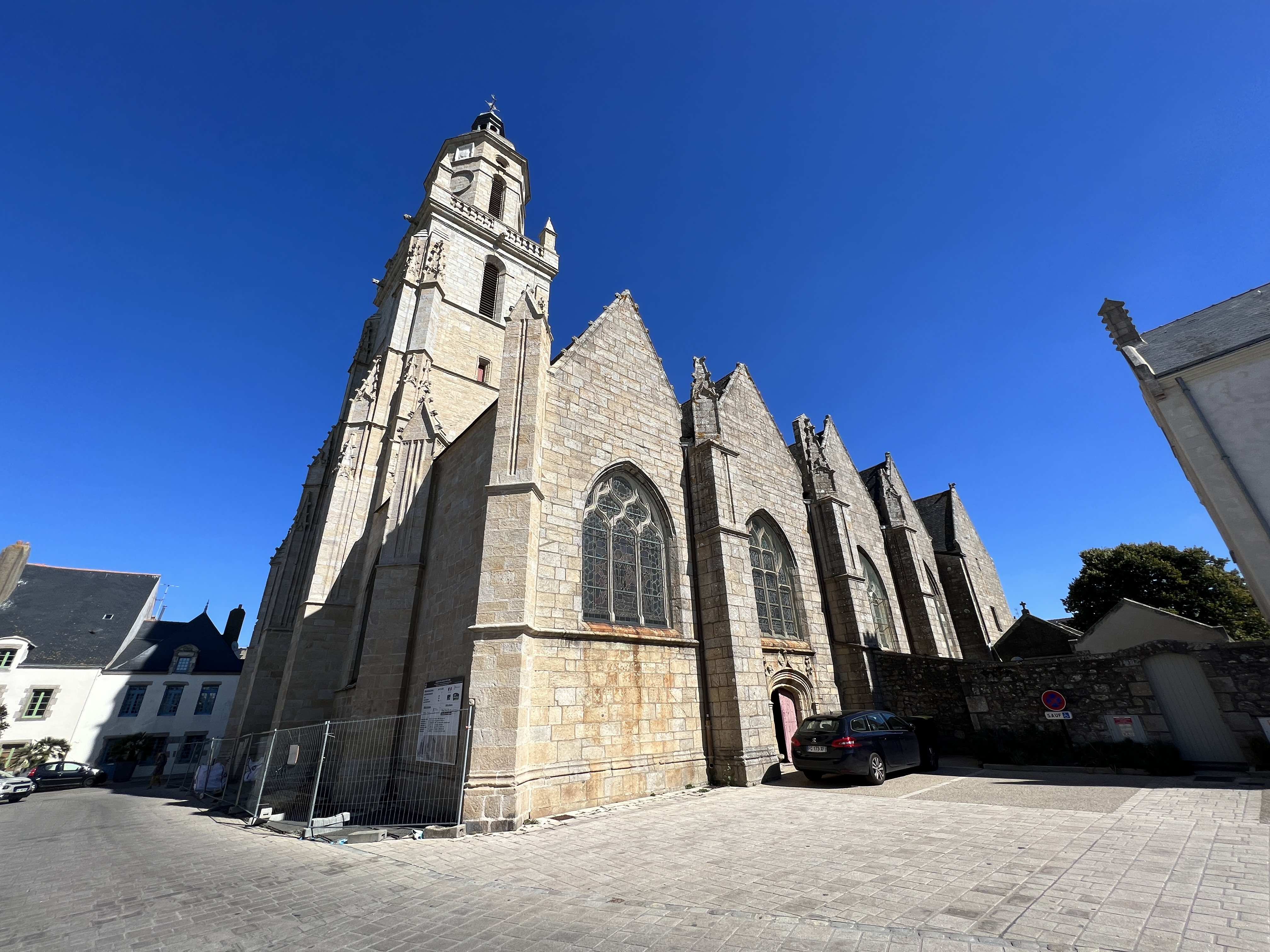
怜悯圣母教堂（法语：Église Notre-Dame-de-Pitié du Croisic）
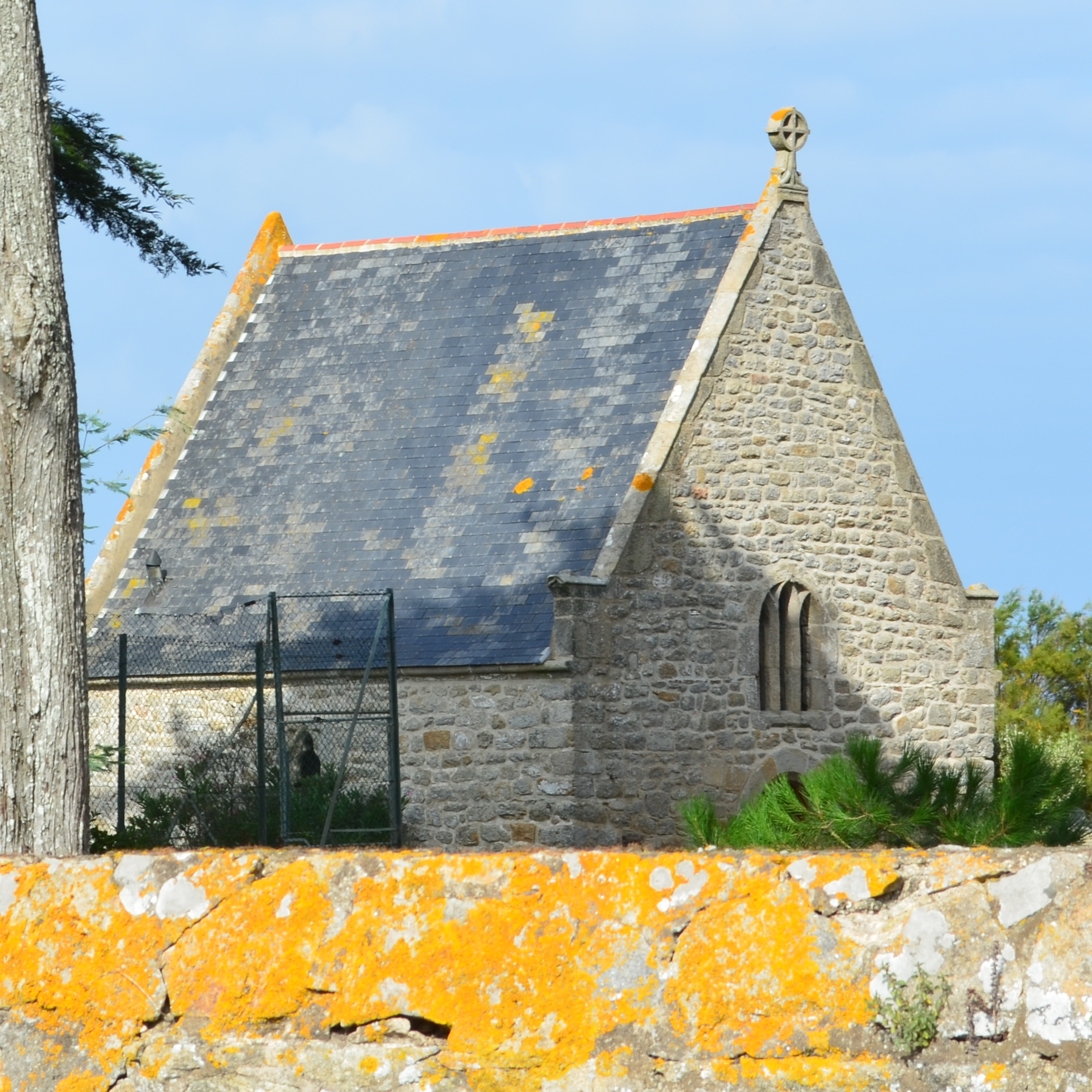
圣古斯唐小教堂（法语：Chapelle Saint-Goustan du Croisic）
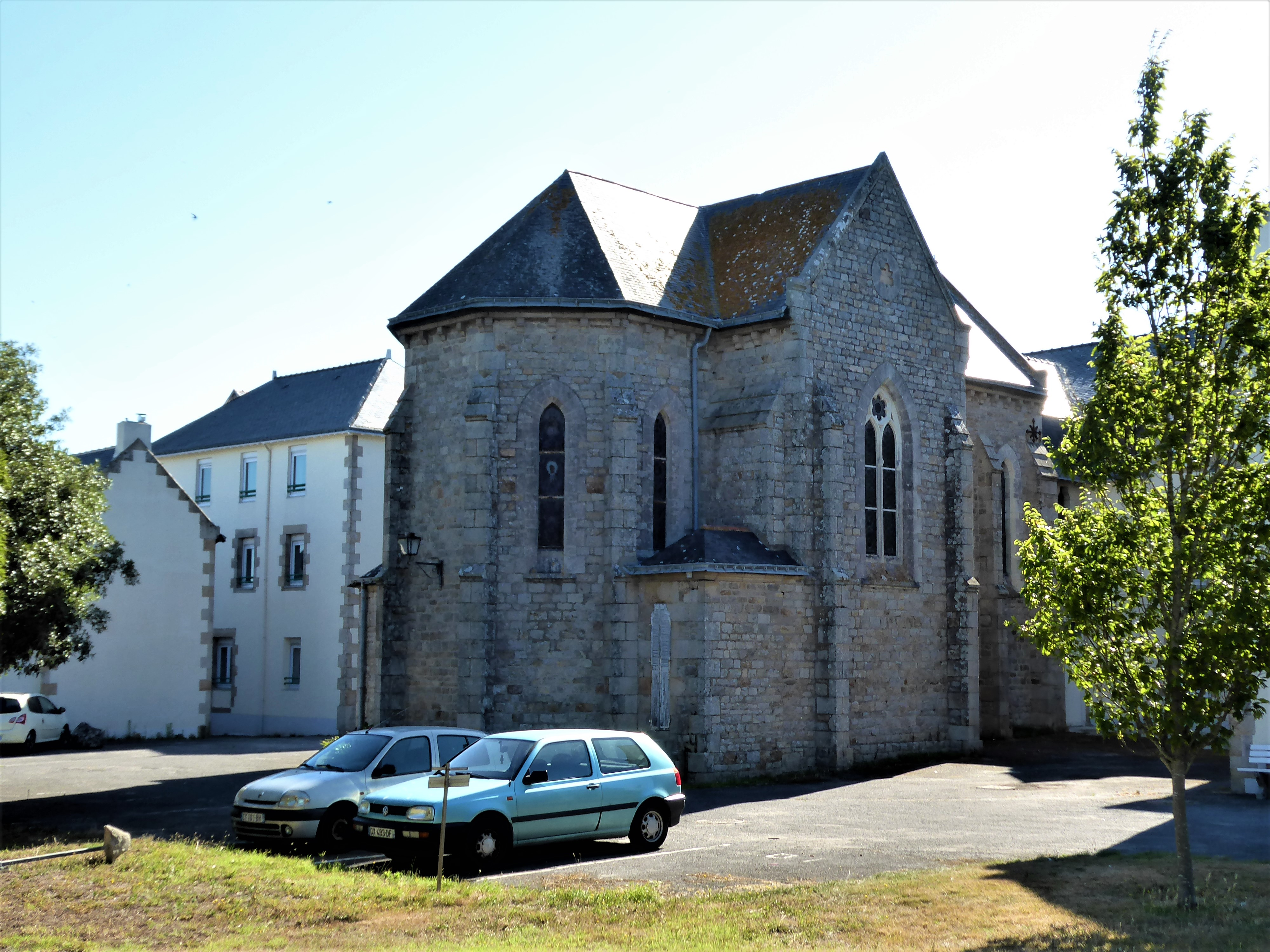
洛里耶圣母教堂
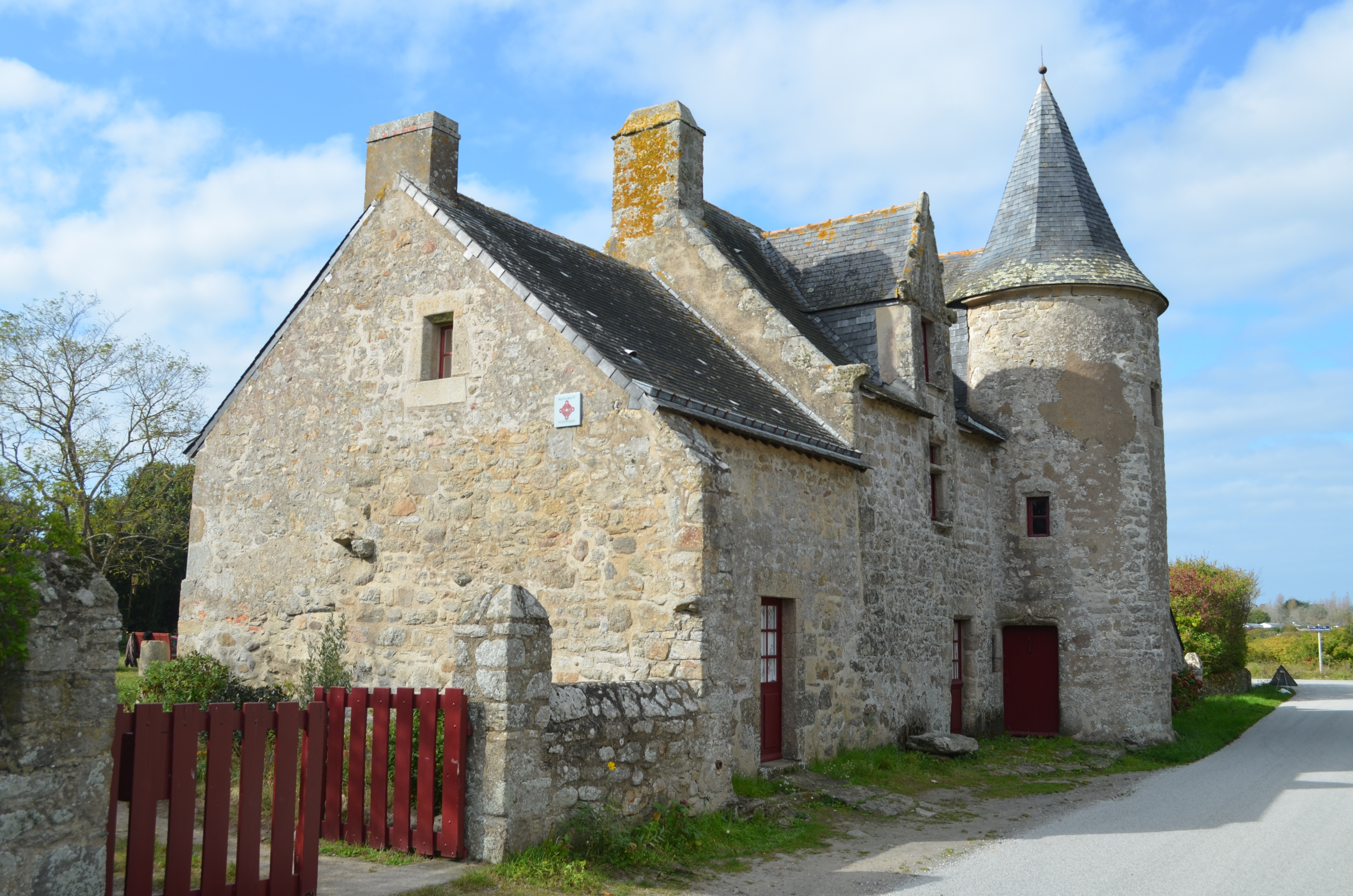
凯尔沃迪庄园（法语：Manoir de Kervaudu）
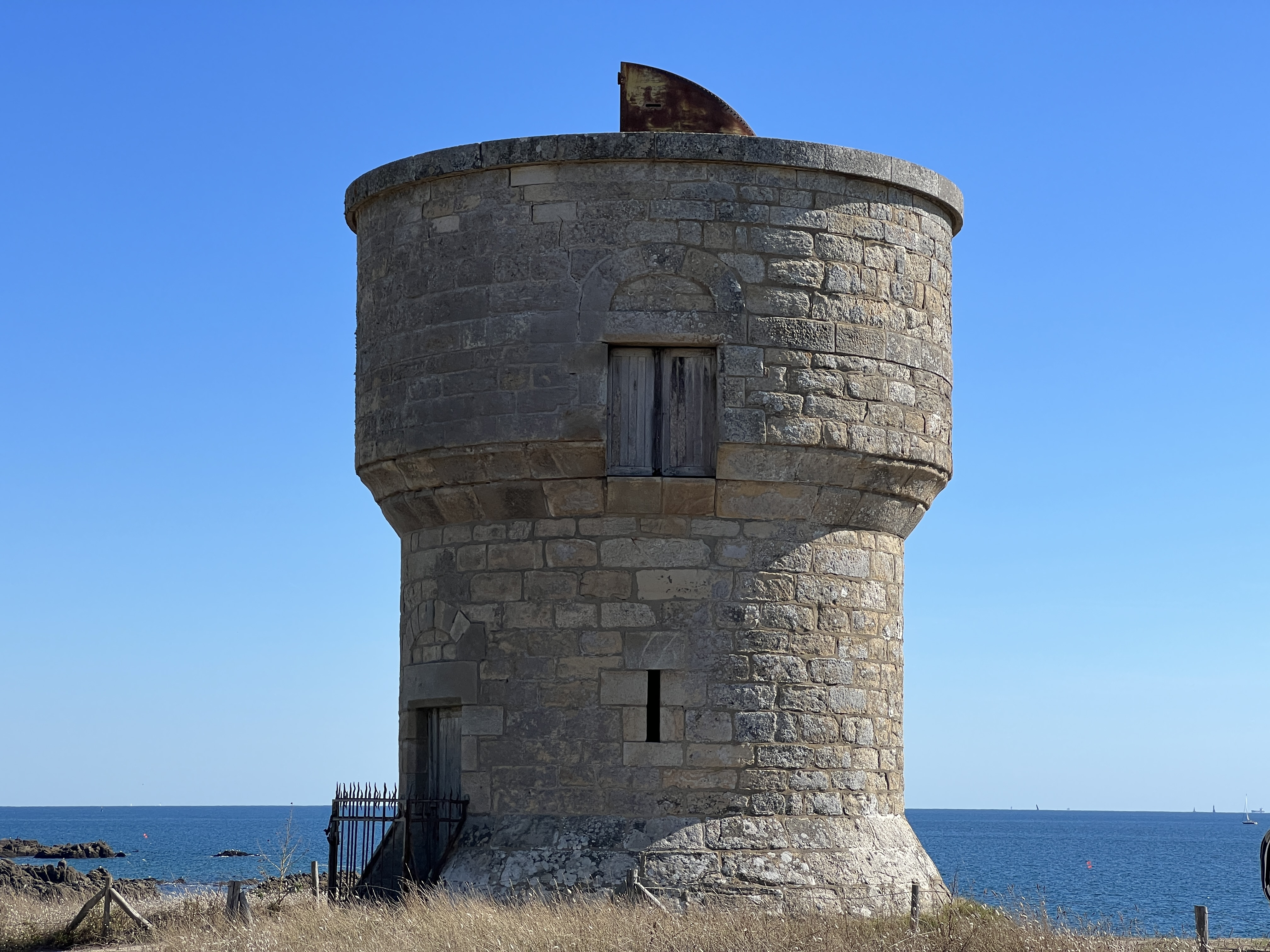
博夫朗磨坊（法语：Moulin de Bauvran）
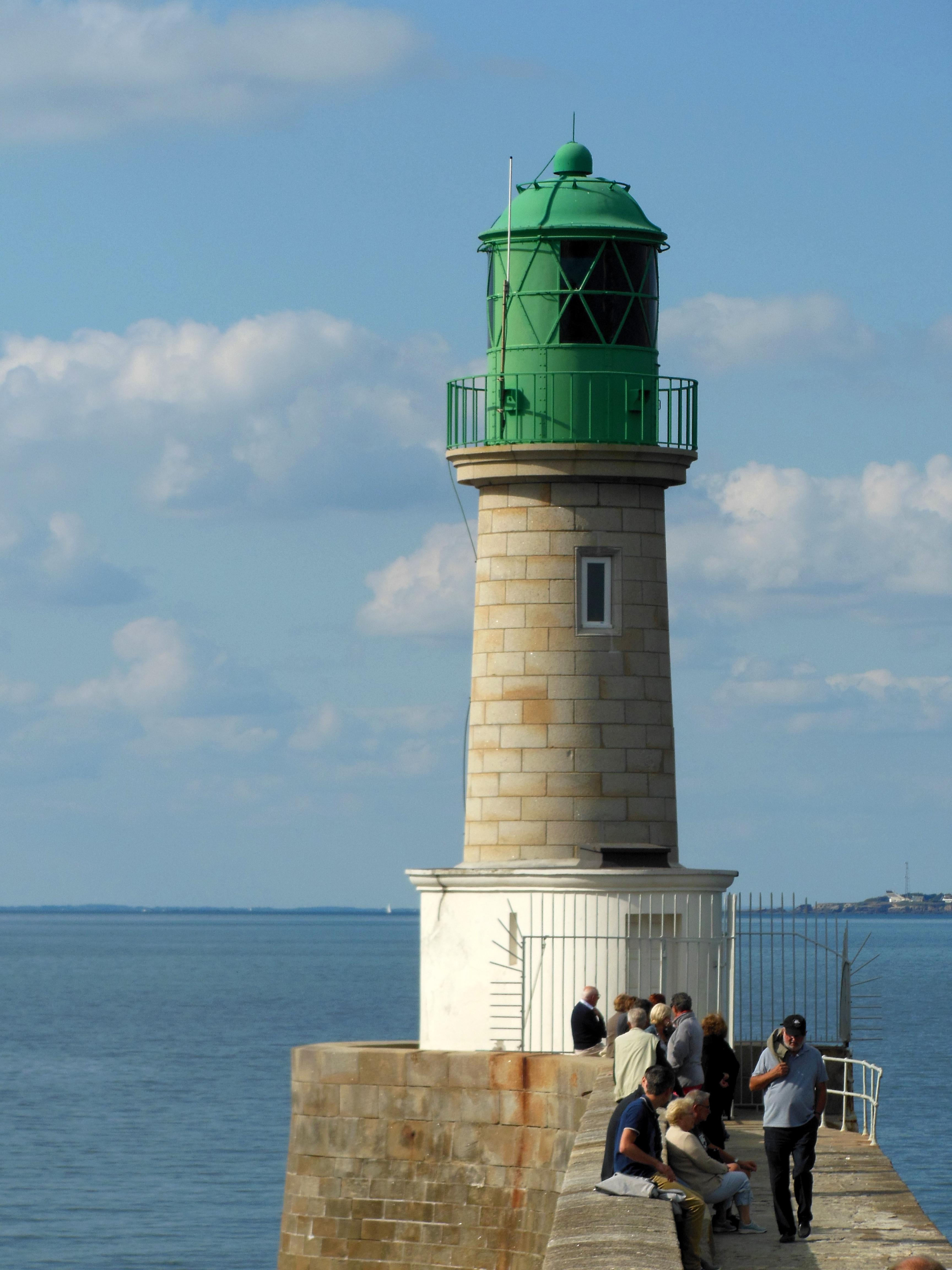
勒特雷伊克灯塔（法语：Phare du Tréhic）
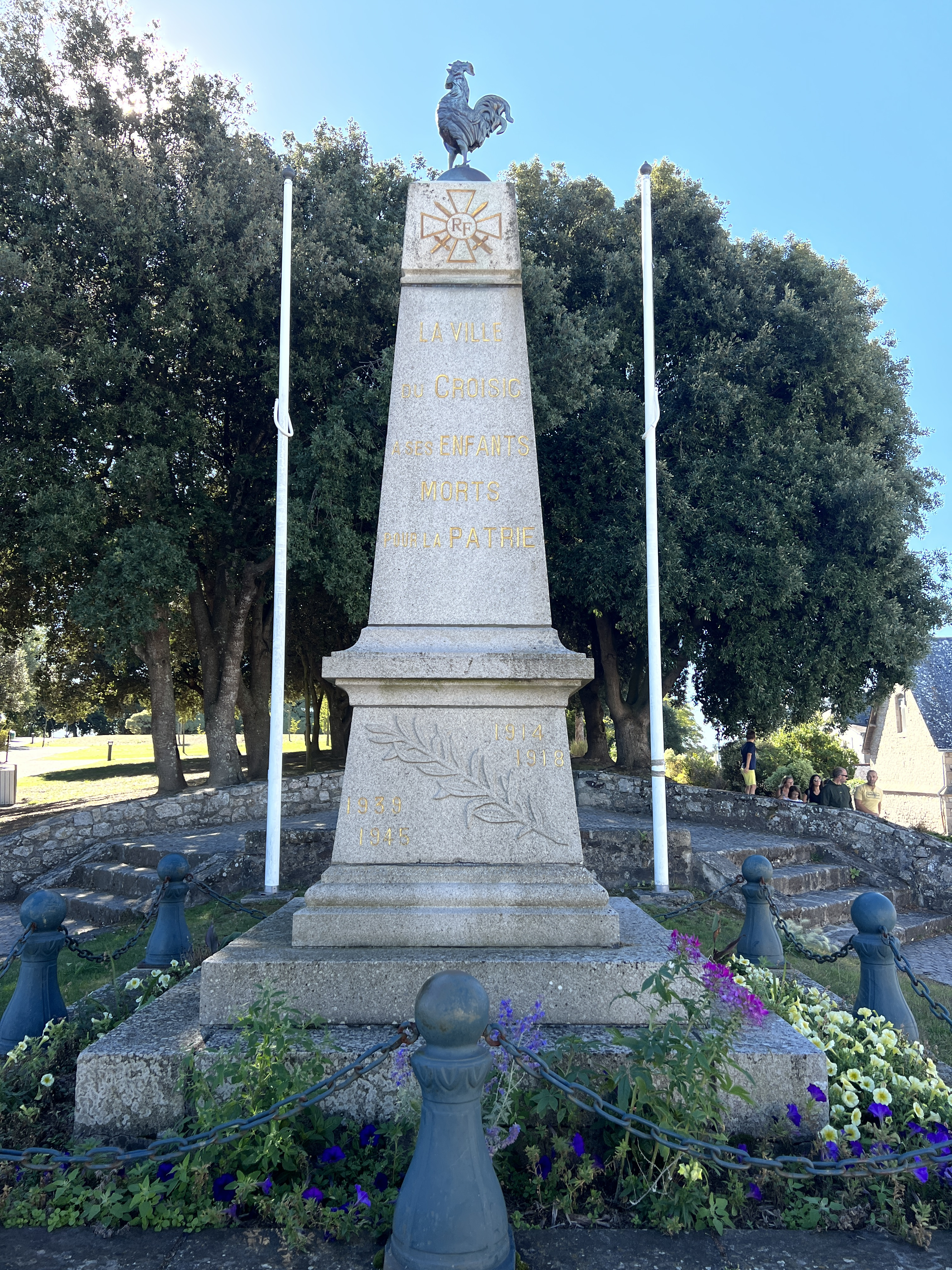
战争纪念碑
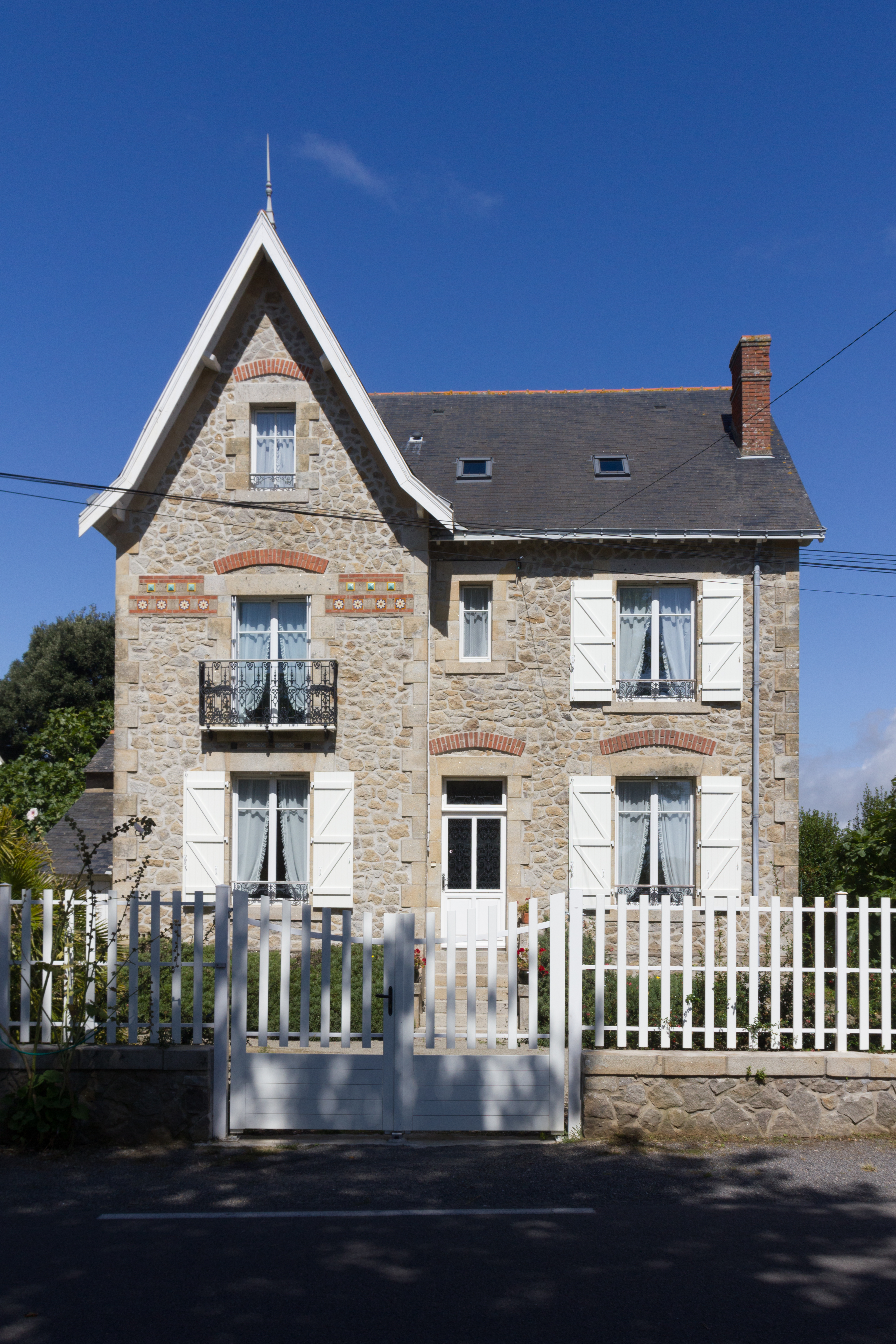
民居

### 旅游

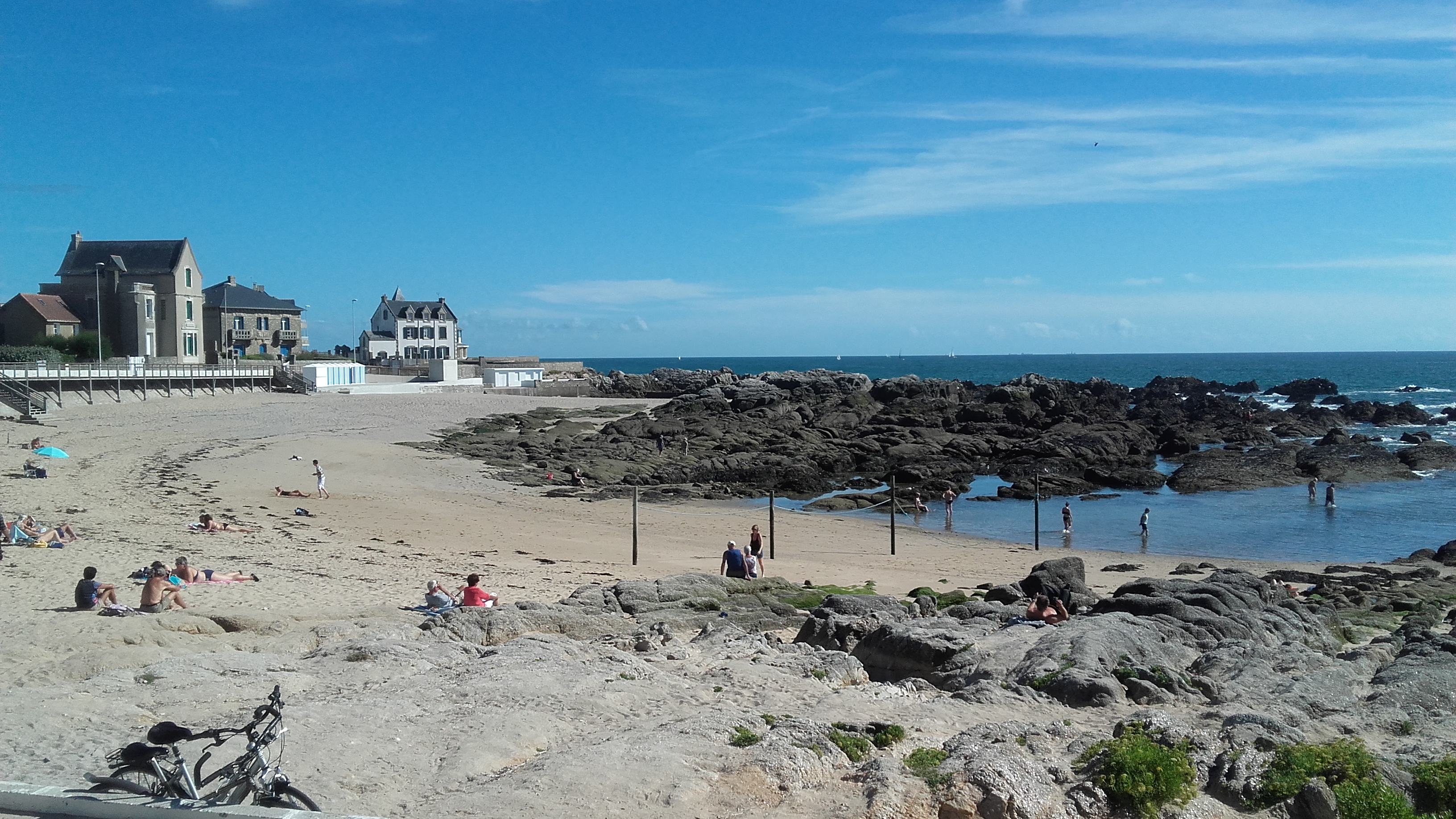
兰港海滩

勒克鲁瓦西克是法国西部的一个海滨旅游小镇，其中勒克鲁瓦西克海洋馆是当地的主要旅游景点，当地的旅游事务由其所属的大西洋盖朗德半岛城市圈公共社区负责。2022年，勒克鲁瓦西克境内共有5家酒店共计62间房间；另有4个露营地，可容纳共789辆露营车。

### 媒体
法国主要的媒体均可在勒克鲁瓦西克接收，法国电视三台下属的卢瓦尔河地区大区频道在部分时段播出勒克鲁瓦西克所在大西洋卢瓦尔省的地方新闻。《大洋报》（隶属于《法国西部报》）、蓝色法兰西卢瓦尔大洋广播、云雀广播、南特电视台等是当地主要的地方性媒体。

## 相关人物
法国诗人保罗·德福日-马亚尔和数学家皮埃爾·布蓋出生于勒克鲁瓦西克；法国物理学家亨利·贝克勒尔逝世于勒克鲁瓦西克。

## 友好城市
截至2023年9月，勒克鲁瓦西克共与一座城市建立了友好城市关系：
- 德国 巴登地区劳芬堡